# Miniatury Morskie
Miniatury Morskie – seria wydawnicza o charakterze popularyzatorskim poruszająca szeroko pojętą tematykę morską (marynistyczną), ukazująca się nakładem Wydawnictwa Morskiego w Gdyni w latach 1958-1978.
Stanowiły ją kilkudziesięciostronicowe broszury w kartonowej okładce, formatu A-5 (z wyjątkiem tzw. dużych Miniatur), o dużym nakładzie (pierwsze 30-50 tys.).
Wśród autorów byli polscy pisarze-maryniści, m.in.: Jerzy Pertek, Andrzej Perepeczko; autorem okładek był Adam Werka.

W obrębie serii wyróżniono podserie:

## Polskie okręty wojenne w latach 1920-1945
Wydane w zeszytowym formacie, tzw. „duże” Miniatury.
| LP    | Autor        | Tytuł                                         | Rok wydania |
| ----- | ------------ | --------------------------------------------- | ----------- |
| 1     | Jerzy Pertek | Krążowniki „Dragon” i „Conrad”                | 1958        |
| 2     | Jerzy Pertek | Niszczyciele „Grom” i „Błyskawica”            | 1958        |
| 3     | Jerzy Pertek | Niszczyciel „Piorun”                          | 1958        |
| 4     | Jerzy Pertek | Niszczyciel „Garland”                         | 1958        |
| 5     | Jerzy Pertek | Niszczyciele „Wicher” i „Burza”               | 1958        |
| 6     | Jerzy Pertek | Eskortowce „Krakowiak”, „Kujawiak” i „Ślązak” | 1959        |
| 7     | Jerzy Pertek | Niszczyciel „Orkan”                           | 1958        |
| 8     | Jerzy Pertek | Okręty podwodne „Orzeł” i „Sęp”               | 1958        |
| 9     | Jerzy Pertek | Okręty podwodne „Ryś”, „Żbik” i „Wilk”        | 1958        |
| 10    | Jerzy Pertek | Okręty podwodne „Sokół” i „Dzik”              | 1958        |
| 11    | Jerzy Pertek | Okręt podwodny „Jastrząb”                     | 1958        |
| 12    | Jerzy Pertek | Okręty francuskie pod polską banderą          | 1959        |
| 13-14 | Jerzy Pertek | Torpedowce i ścigacze                         | 1959        |
| 15    | Jerzy Pertek | Okręty minowe i kanonierki                    | 1959        |
| 16-17 | Jerzy Pertek | Okręty szkolne                                | 1959        |
| 18-19 | Jerzy Pertek | Okręty pomocnicze                             | 1959        |
| 20    | Jerzy Pertek | Od „Korsarza” do nowego „Wichra”              | 1959        |

## SOS
Wydane w zeszytowym formacie, tzw. „duże” Miniatury.
| LP | Autor             | Tytuł                   | Rok wydania |
| -- | ----------------- | ----------------------- | ----------- |
| 1  | Stanisław Bernatt | Góra lodowa na kursie   | 1958        |
| 2  | Stanisław Bernatt | Skarb z morskiego dna   | 1958        |
| 3  | Stanisław Bernatt | Na pastwie losu         | 1958        |
| 4  | Stanisław Bernatt | Tragiczny rejs          | 1958        |
| 5  | Stanisław Bernatt | W szponach tajfunu      | 1958        |
| 6  | Stanisław Bernatt | Zdradziecka torpeda     | 1958        |
| 7  | Stanisław Bernatt | Tajemnice Scapa Flow    | 1958        |
| 8  | Stanisław Bernatt | Zaginione żaglowce      | 1958        |
| 9  | Stanisław Bernatt | Stalowe trumny          | 1958        |
| 10 | Stanisław Bernatt | Nasza największa strata | 1958        |
| 11 | Stanisław Bernatt | Toną olbrzymy           | 1959        |
| 12 | Stanisław Bernatt | Zwyciężony przez sztorm | 1959        |
| 13 | Stanisław Bernatt | Tylko kapitan           | 1959        |
| 14 | Henryk Kabat      | Tragedia „Cyranki”      | 1959        |

## Pod korsarską banderą
| LP | Autor              | Tytuł                         | Rok wydania |
| -- | ------------------ | ----------------------------- | ----------- |
| 1  | Sławomir Sierecki  | Saga o Vinlandzie             | 1959        |
| 2  | Sławomir Sierecki  | Republika piratów             | 1959        |
| 3  | Sławomir Sierecki  | Bukanierzy                    | 1959        |
| 4  | Sławomir Sierecki  | Korsarze Morza Śródziemnego   | 1959        |
| 5  | Sławomir Sierecki  | Sokół morski                  | 1959        |
| 6  | Sławomir Sierecki  | Dziwna przygoda Cezara        | 1959        |
| 7  | Andrzej Perepeczko | Korsarz Jej Królewskiej Mości | 1960        |
| 8  | Andrzej Perepeczko | Skośnoocy piraci              | 1961        |
| 9  | Sławomir Sierecki  | Bracia Witalijscy             | 1962        |

## Epizody wojen morskich
Początkowo były wydawane pod nazwą Epizody z drugiej wojny światowej na morzu. Nowy tytuł stosowano od 1966.
| LP | Autor               | Tytuł                                     | Rok wydania |
| -- | ------------------- | ----------------------------------------- | ----------- |
| 1  | Jan Piwowoński      | Bój o wyspy mgieł                         | 1959        |
| 2  | Jan Piwowoński      | Odwet za Pearl Harbor                     | 1959        |
| 3  | Jan Piwowoński      | Rekiny Pacyfiku                           | 1959        |
| 4  | Jan Piwowoński      | Okręty „płyną” po lądzie                  | 1959        |
| 5  | Jan Piwowoński      | Krym płonie                               | 1959        |
| 6  | Jan Piwowoński      | Samobójcze pojedynki                      | 1959        |
| 7  | Jan Nowak           | Ostatnia broń Dönitza                     | 1960        |
| 8  | Jan Nowak           | Milczący wróg                             | 1960        |
| 9  | Jan Nowak           | Podwodne kwadrygi                         | 1960        |
| 10 | Jan Nowak           | „Tirpitz” – początek końca                | 1960        |
| 11 | Jan Nowak           | Do trzech razy sztuka                     | 1960        |
| 12 | Jan Nowak           | Tajemnice Gibraltaru                      | 1960        |
| 13 | Andrzej Perepeczko  | Korsarskie rajdy                          | 1960        |
| 14 | Andrzej Celarek     | Bitwa o Zatokę Leyte                      | 1960        |
| 15 | Zdzisław Bagiński   | Radar w wojnie morskiej                   | 1960        |
| 16 | Witold Supiński     | Odsiecz dla Malty                         | 1960        |
| 17 | Andrzej Perepeczko  | Fiasko strategii admirała Raedera         | 1960        |
| 18 | Andrzej Perepeczko  | W obronie konwoju                         | 1961        |
| 19 | Andrzej Perepeczko  | Czarne dni U-Bootwaffe                    | 1961        |
| 20 | Andrzej Perepeczko  | Bitwa o fiordy                            | 1961        |
| 21 | Andrzej Perepeczko  | Tragedia konwoju PQ-17                    | 1962        |
| 22 | Andrzej Perepeczko  | Desant na Dieppe                          | 1962        |
| 23 | Leon Bielas         | Mers-el-Kebir                             | 1963        |
| 24 | Andrzej Perepeczko  | Samobójstwo tulońskiej eskadry            | 1963        |
| 25 | Andrzej Perepeczko  | Laconia                                   | 1963        |
| 26 | Andrzej Perepeczko  | Bitwa u Przylądka Matapan                 | 1963        |
| 27 | Andrzej Perepeczko  | Bitwa na Morzu Koralowym                  | 1964        |
| 28 | Andrzej Perepeczko  | Okinawa                                   | 1965        |
| 29 | Andrzej Perepeczko  | Atak na Mariany                           | 1965        |
| 30 | Zbigniew Flisowski  | Bitwy w mroku                             | 1965        |
| 31 | Jan Piwowoński      | Sławny okręt                              | 1966        |
| 32 | Andrzej Perepeczko  | Ucieczka z Brestu                         | 1966        |
| 33 | Andrzej Perepeczko  | Operacja „Dynamo”                         | 1966        |
| 34 | Wieńczysław Kon     | Desant w Saint-Nazaire                    | 1967        |
| 35 | Edmund Pioterek     | Operacja „Husky”                          | 1967        |
| 36 | Przemysław Burchard | Operacja „Pluto”                          | 1967        |
| 37 | Wieńczysław Kon     | Bitwa o Atlantyk                          | 1967        |
| 38 | Edmund Pioterek     | Przypływ, który zawiódł                   | 1968        |
| 39 | Andrzej Perepeczko  | Lądowanie w Afryce Północnej              | 1968        |
| 40 | Andrzej Perepeczko  | Bój o Iwo-dzimę                           | 1969        |
| 41 | Stanisław Bernatt   | Fortele wojenne na morzu                  | 1969        |
| 42 | Andrzej Perepeczko  | Operacja „Łupina orzecha”                 | 1969        |
| 43 | Andrzej Urbańczyk   | Statki-pułapki                            | 1969        |
| 44 | Andrzej Perepeczko  | Bitwa za Przylądkiem Północnym            | 1969        |
| 45 | Wieńczysław Kon     | „Cyrk” niszczycieli                       | 1969        |
| 46 | Jan Piwowoński      | Samobójcze zatopienia                     | 1969        |
| 47 | Jan Piwowoński      | Milczący podwodny wróg                    | 1969        |
| 48 | Wieńczysław Kon     | Na „Błyskawicy” pod Narvikiem i Dunkierką | 1970        |
| 49 | Andrzej Perepeczko  | „XE 3” atakuje                            | 1970        |
| 50 | Stanisław Bernatt   | Pojedynek wywiadów na Pacyfiku            | 1970        |
| 51 | Tadeusz Konecki     | Polarny gambit                            | 1970        |
| 52 | Andrzej Perepeczko  | Zagłada dalekowschodniej eskadry          | 1971        |
| 53 | Jan Piwowoński      | Koniec korsarza i jego pogromcy           | 1971        |
| 54 | Jan Piwowoński      | Atak na Tarent                            | 1971        |
| 55 | Józef Dyskant       | Bitwa pod Ko Chang                        | 1971        |
| 56 | Andrzej Perepeczko  | Finał korsarskich wypraw                  | 1971        |
| 57 | Edmund Pioterek     | Upadek Singapuru                          | 1971        |

## Dziwy morza
| LP | Autor              | Tytuł                         | Rok wydania |
| -- | ------------------ | ----------------------------- | ----------- |
| 1  | Stanisław Bernatt  | Ośmiornice mają błękitną krew | 1960        |
| 2  | Stanisław Bernatt  | Słowa mkną po dnie oceanów    | 1960        |
| 3  | Andrzej Perepeczko | Skarbiec Posejdona            | 1961        |
| 4  | Andrzej Perepeczko | Podwodne Eldorado             | 1962        |
| 5  | Stanisław Bernatt  | Łzy oceanu                    | 1962        |
| 6  | Stanisław Bernatt  | Rekiny i delfiny              | 1963        |
| 7  | Andrzej Perepeczko | Na łasce prądów morskich      | 1963        |
| 8  | Jerzy Pietkiewicz  | Na dno oceanu                 | 1963        |
| 9  | Jerzy Pietkiewicz  | Cała nadzieja w... foce       | 1964        |
| 10 | Stanisław Bernatt  | Albatrosy, mewy i fregaty...  | 1965        |
| 11 | Jerzy Pietkiewicz  | Morze i kosmos                | 1966        |
| 12 | Stanisław Bernatt  | I żółwie łapie się na lasso   | 1966        |
| 13 | Andrzej Urbańczyk  | Bomba z Palomares             | 1968        |
| 14 | Andrzej Urbańczyk  | Oceanonauci – ludzie głębin   | 1968        |

## Żeglarze siedmiu mórz
| LP | Autor                | Tytuł                             | Rok wydania |
| -- | -------------------- | --------------------------------- | ----------- |
| 1  | Julian Czerwiński    | Samotnie przez "Roaring Forties"  | 1960        |
| 2  | Julian Czerwiński    | Wyprawa Tahiti-Nui                | 1960        |
| 3  | Julian Czerwiński    | Kutrem dookoła świata             | 1961        |
| 4  | Marian Mickiewicz    | Pod żaglami „Zjaw”                | 1961        |
| 5  | Julian Czerwiński    | Dżonką przez dziesięć mórz        | 1963        |
| 6  | Julian Czerwiński    | Osiem lat na oceanach             | 1964        |
| 7  | Ewa Mykita           | „Chatką Puchatków” przez Atlantyk | 1966        |
| 8  | Tomasz Romer         | „Śmiałym” do Rio                  | 1966        |
| 9  | Julian Czerwiński    | Nieustraszony Howard Blackburn    | 1967        |
| 10 | Julian Czerwiński    | Oceaniczni wioślarze              | 1967        |
| 11 | Jerzy Knabe          | „Śmiałym” dookoła kontynentu      | 1967        |
| 12 | Julian Czerwiński    | Francis Chichester                | 1968        |
| 13 | Julian Czerwiński    | Epicki rejs Chichestera           | 1968        |
| 14 | Wojciech Orszulok    | Rejs do Islandii                  | 1969        |
| 15 | Julian Czerwiński    | Alec Rose                         | 1970        |
| 16 | Andrzej Urbańczyk    | William Willis żeglarz niezłomny  | 1970        |
| 17 | Leonid Teliga        | „Opty” od Gdyni do Fidżi          | 1970        |
| 18 | Leonid Teliga        | „Opty” od Fidżi do Casablanki     | 1970        |
| 19 | Andrzej Urbańczyk    | Tratwa „Ra” tonie!                | 1970        |
| 20 | Krzysztof Baranowski | Regaty wokół globu                | 1971        |

## Epizody z dziejów żeglugi
| LP | Autor              | Tytuł                                                | Rok wydania |
| -- | ------------------ | ---------------------------------------------------- | ----------- |
| 1  | Jan Piwowoński     | O Błękitną Wstęgę Atlantyku                          | 1962        |
| 2  | Marian Mickiewicz  | Cutty Sark                                           | 1962        |
| 3  | Andrzej Perepeczko | Wielka droga na Wschód                               | 1963        |
| 4  | Jerzy Pietkiewicz  | Pod lodami do Bieguna Północnego                     | 1963        |
| 5  | Jan Piwowoński     | Ropa płynie przez oceany                             | 1964        |
| 6  | Marian Mickiewicz  | Dzieje zbuntowanego okrętu                           | 1964        |
| 7  | Stanisław Ludwig   | Żagle znikają z oceanów. Żegluga w oczach J. Conrada | 1965        |
| 8  | Maria Radecka      | Królewski okręt „Wasa”                               | 1965        |
| 9  | Stanisław Bernatt  | Hebanowy most przez Atlantyk                         | 1965        |
| 10 | Julian Czerwiński  | Nieugięci żeglarze                                   | 1965        |
| 11 | Andrzej Perepeczko | Przejście Północno-Zachodnie                         | 1965        |
| 12 | Zdzisław Russek    | Przez lody Labradoru                                 | 1965        |
| 13 | Jerzy Pertek       | Wśród lodów Wielkiej Drogi                           | 1966        |
| 14 | Czesław Ptak       | Zwodnicze światło                                    | 1966        |
| 15 | Wiktor Pepliński   | Podmorski tunel                                      | 1965        |
| 16 | Stanisław Bernatt  | Halo, „Thresher”! Halo, „Thresher”!...               | 1966        |
| 17 | Jan Piwowoński     | Okręty nie chcą umierać                              | 1967        |
| 18 | Andrzej Perepeczko | Pierwsza podróż dookoła świata                       | 1967        |
| 19 | Stanisław Bernatt  | „Lakonia” płonie                                     | 1967        |
| 20 | Andrzej Perepeczko | Torrey Canyon                                        | 1968        |
| 21 | Marian Mickiewicz  | Okręt Nelsona                                        | 1969        |
| 22 | Antoni Strzelbicki | Zatopione skarby                                     | 1970        |
| 23 | Maria Radecka      | Bunt na „Batavii”                                    | 1970        |
| 24 | Antoni Strzelbicki | Wraki kryją skarby                                   | 1971        |
| 25 | Antoni Strzelbicki | Korsarz Lafitte                                      | 1973        |

## Polskie tradycje morskie
| LP | Autor                 | Tytuł                              | Rok wydania |
| -- | --------------------- | ---------------------------------- | ----------- |
| 1  | Jerzy Miciński        | Samotny transportowiec             | 1964        |
| 2  | Jerzy Pertek          | Pod powstańczą banderą 1863-1864   | 1964        |
| 3  | Jerzy Pertek          | Polscy pionierzy podwodnej żeglugi | 1964        |
| 4  | Jerzy Pertek          | Polacy w wyprawach polarnych       | 1965        |
| 5  | Tadeusz Meissner      | Pierwszy rejs „Daru Pomorza”       | 1965        |
| 6  | Marian Mickiewicz     | Odmieniec                          | 1966        |
| 7  | Jerzy Miciński        | Trzy awarie                        | 1967        |
| 8  | Zbigniew Ciećkowki    | Kaprowie króla Kazimierza          | 1968        |
| 9  | Andrzej Zbierski      | Gdański port sprzed tysiąca lat    | 1968        |
| 10 | Jerzy Miciński        | Śmierć „Niemna”                    | 1968        |
| 11 | Jerzy Pertek          | Bandera polska na równiku          | 1968        |
| 12 | Eugeniusz Koczorowski | Bitwa pod Oliwą                    | 1968        |
| 13 | Jerzy Pertek          | Krążowniki „Dragon” i „Conrad”     | 1968        |
| 14 | Jerzy Pertek          | Niszczyciele „Grom” i „Błyskawica” | 1969        |
| 15 | Grażyna Murawska      | M.S.„Batory”                       | 1970        |
| 16 | Jerzy Pertek          | Niszczyciele „Wicher” i „Burza”    | 1971        |

## SJ-2000
| LP | Autor                   | Tytuł                                   | Rok wydania |
| -- | ----------------------- | --------------------------------------- | ----------- |
| 1  | Paweł Dzianisz          | Transatlantyckie regaty samotników 1972 | 1974        |
| 2  | Grażyna Murawska        | Operacja Żagiel 1972                    | 1974        |
| 3  | Kazimierz Wojciechowski | Pojedynek z Atlantykiem                 | 1975        |
| 4  | Grażyna Murawska        | Operacja Żagiel 1974                    | 1975        |
| 5  | Zdzisław Michalski      | „Zewem morza” dookoła świata            | 1976        |
| 6  | Krzysztof Baranowski    | Z pokładu „Poloneza”                    | 1976        |
| 7  | Andrzej Perepeczko      | „Dar Pomorza”                           | 1976        |
| 8  | Wojciech Jacobson       | „Marią” do Peru                         | 1976        |
| 9  | Jerzy Rakowicz          | „Barnim” nie zawiódł                    | 1977        |
| 10 | Jacek Pałkiewicz        | Szalupą przez Atlantyk                  | 1977        |
| 11 | Julian Czerwiński       | Puchar Ameryki 1850 – 1977              | 1977        |
| 12 | Jan Frąckowiak          | Operacja Żagiel 1976                    | 1977        |
| 13 | Wojciech Wierzbicki     | „Gedanią” od Arktyki do Antarktyki      | 1978        |

## Kontynuacja
W latach 2006–2008 seria kontynuowana była przez warszawskie Wydawnictwo ViK. Wydano łącznie 13 broszur w ramach serii „Epizody wojen morskich”. Autorem trzech spośród nich był Andrzej Perepeczko. 
| LP | Autor               | Tytuł                              | Rok wydania |
| -- | ------------------- | ---------------------------------- | ----------- |
| 1  | Michał Ozon         | Surigao, ostatni bój gigantów      | 2006        |
| 2  | Sławomir Kędzierski | CSS Alabama – Korsarz Konfederacji | 2006        |
| 3  | Andrzej Fiett       | Bitwa u ujścia Jalu                | 2006        |
| 4  | Gabriel Szala       | Bitwa w Zatoce Abukir              | 2006        |
| 5  | Andrzej Fiett       | Rajd pułkownika Doolittle'a        | 2007        |
| 6  | Andrzej Szymczyk    | 36 dni admirała Makarowa           | 2007        |
| 7  | Gabriel Szala       | Zatopienie Viribus Unitis          | 2007        |
| 8  | Andrzej Perepeczko  | Groźne bliźniaki                   | 2007        |
| 9  | Rafał M. Kaczmarek  | Bitwa koło Przylądka Spada         | 2007        |
| 10 | Andrzej Perepeczko  | Najdłuższy patrol komandora Lutha  | 2007        |
| 11 | Sławomir Kędzierski | Moskity w Kronsztadzie             | 2007        |
| 12 | Andrzej Perepeczko  | Wojna komandora Tameichi Hara      | 2008        |
| 13 | Marcin Mikiel       | Incydent na rzece Jangcy           | 2008        |